# Фуршет
Фурше́т (фр. fourchette — вилка) — это система подачи блюд, когда приглашённые свободно выбирают блюда и напитки, обслуживая себя самостоятельно.  Французский аналог понятия «шведский стол». Предлагается в различных местах, включая отели, рестораны и многие общественные мероприятия. На фуршетном столе обычно есть некоторые или в основном горячие блюда, поэтому термин "холодный буфет" (см. Smörgåsbord) был разработан для описания форматов, в которых отсутствует горячая еда.
Существенная особенность различных форматов шведского стола заключается в том, что они могут напрямую просматривать еду и сразу же выбирать, какие блюда они хотят съесть, и, как правило, также могут решить, сколько еды они принимают. Фуршет эффективен для обслуживания большого количества людей одновременно и часто встречается в учреждениях, на деловых конвенциях или больших вечеринках.
Организуется, когда:
- гостей много, а места для их встречи мало;
- хозяева и гости ограничены во времени;
- цель встречи — общение, а не обильная трапеза.

Особенности:
- по одному официанту на 18-20 гостей (если фуршет с официантами);
- большое количество миниатюрных закусок;
- продолжительность 1,5-2 часа;
- на фуршете можно обслуживать в 4-5 раз больше гостей, чем на банкете за столом, при равных площадях зала.

Деловой фуршет-коктейль по времени рассчитан примерно на час; его обычно организуют в перерывах совещаний или конгрессов. Фуршет-коктейль с целью отдыха длится около двух часов и проводится, как правило, после окончания конференций, иногда — на свежем воздухе.

## Обустройство
При расстановке мебели нужно учитывать, что столы должны быть выше обычных (90-100 см). Расстояние между стеной и столом 1,5 м, чтобы можно было свободно проходить между ними.
Столы накрывают специальными скатертями. Выбор скатерти зависит от типа приёма. На стол можно надеть «юбку». Между скатертью и полом должно оставаться 5 см. При сервировке ставится цветочная композиция. Прохладительные напитки в бутылках ставят этикеткой к краю стола. Соки, морсы и минеральную воду — в кувшинах на тарелках. Тарелки для закусок группируют в стопки по 6-10 штук. Овальную или квадратную посуду ставят под углом 45°.
При расстановке закусок учитывают следующее:
- в первую очередь ставят те, которые не теряют своих качеств и внешнего вида от воздействия температуры;
- в последнюю очередь ставят заливные, закуски под майонезом, масло и икру.

При составлении меню нужно учитывать:
- на 1 гостя рассчитывается 400—500 г различных закусок;
- можно предложить приветственный бокал (аперитив) — 50 г.

Самый простой вариант фуршета — канапе (крошечные бутерброды весом 15-30 г), пара лёгких закусок, чай и фрукты.
Меню изысканного фуршета предусматривает 12-16 холодных закусок, 1-3 горячие, десерт, чай, кофе.